# Pazo de Mariñas
El Pazo de Mariñas es una casa solariega gallega localizada en el lugar de Fonsá, en la parroquia de Aiazo y municipio coruñés de Frades. En la actualidad su uso se destina a vivienda privada.

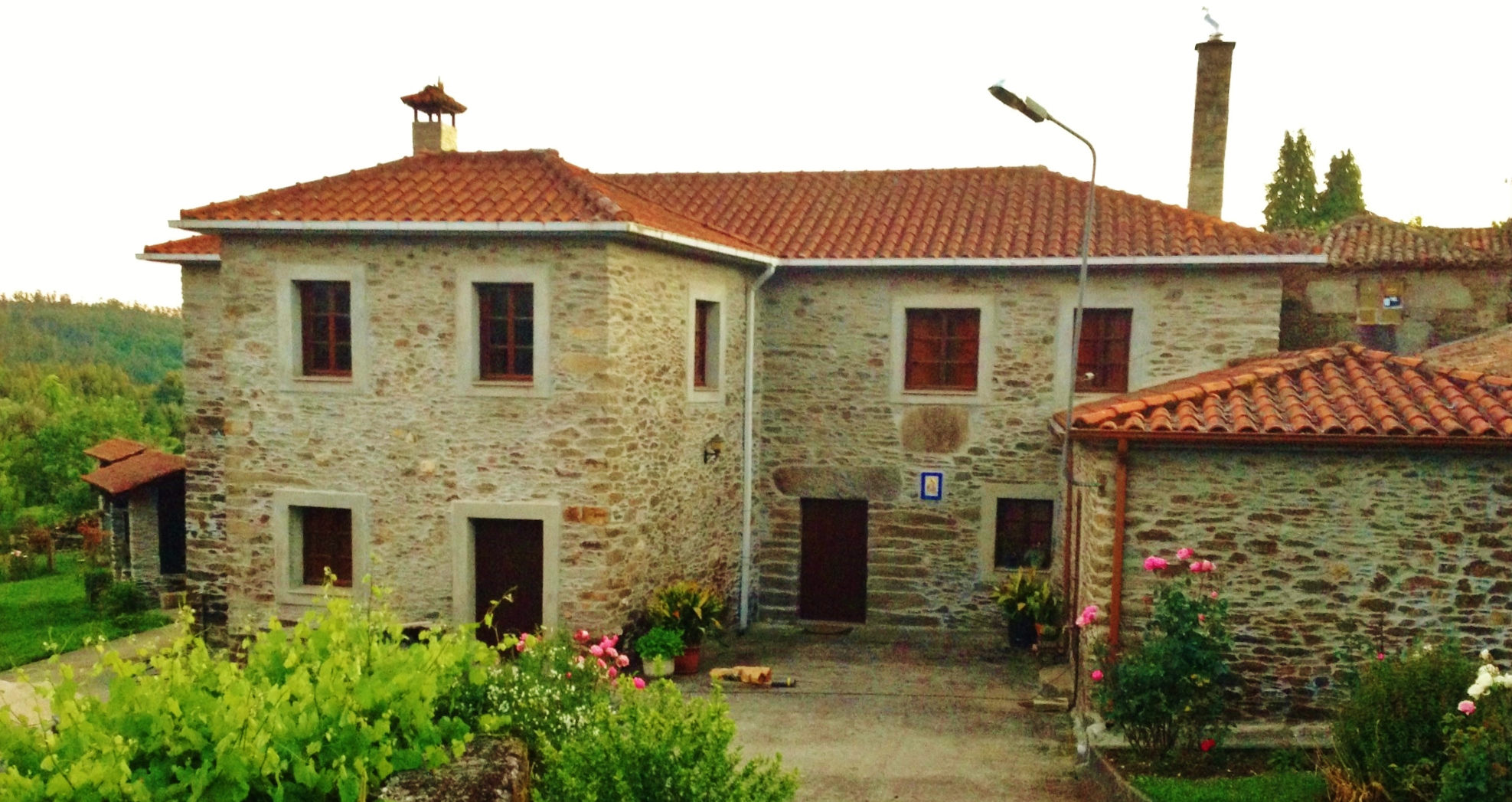
Pazo Mariñas

## Características

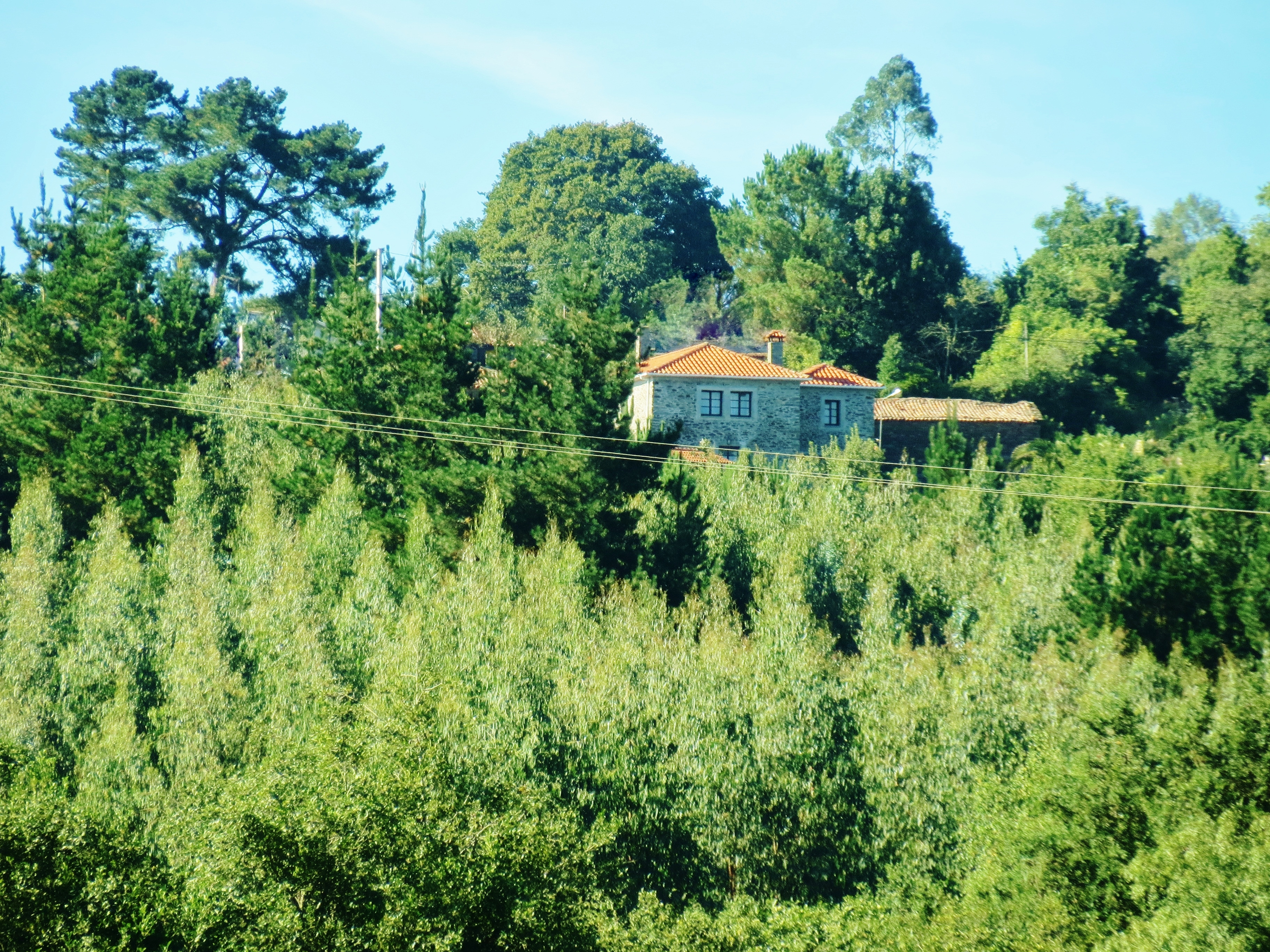
Pazo de Mariñas en el valle del río Tambre, en Aiazo (Frades, Galicia)

Aunque en tiempos pasados el linaje Mariñas, del que dicho pazo toma su nombre, poseía gran parte de las tierras del valle del Tambre en Aiazo, en la actualidad la finca que rodea el pazo es de aproximadamente 10.000 m². En la misma, además del pazo se conservan dos hórreos, una vivienda complementaria y varios alpendres. 
A finales del siglo pasado el Pazo de Mariñas se encontraba en avanzado estado de deterioro, momento en el cual sus propietarios actuales lo remodelan. Durante la reforma, documentos hallados en el interior del mismo desvelaron que su construcción se remonta al siglo XVI, si bien inicialmente una única nave constituía la vivienda, a la que se le irían añadiendo edificios complementarios hasta finales del siglo XVIII. De los mismos, hoy se integran varios en la vivienda principal. Su nombre deriva de un acaudalado linaje terrateniente que durante siglos recibió el apellido Mariñas, tal y como atestigua su escudo de armas. En origen, un camino de carros emplazado sobre la roca madre daba acceso a la finca del pazo por su parte norte, donde el pazo se integraba en la propia roca de esquisto erigiéndose sobre el valle del río Tambre y abriéndose sus tierras hacia el sur, quedando el pazo completamente protegido del norte. Tan estratégico emplazamiento atestigua, junto con sus escrituras, la antigüedad del pazo, que de acuerdo don el Catálogo Arqueológico del PGOM de Frades, podría relacionarse con asentamientos anteriores en el lugar en el que se emplazaba el Castro de Aiazo.